# St. Louis Film Critics Association Awards 2024
Le cerimonia della 21ª edizione St. Louis Film Critics Association Awards è stata presentata il 15 dicembre 2024.
Le candidature sono state annunciate l'8 dicembre 2024.

## Vincitori e candidature

### Miglior film
- Dune - Parte due (Dune: Part Two), regia di Denis Villeneuve
- Anora, regia di Sean Baker
- The Brutalist, regia di Brady Corbet
- A Complete Unknown, regia di James Mangold
- Conclave, regia di Edward Berger
- Nickel Boys, regia di RaMell Ross
- Il seme del fico sacro (Dāne-ye anjīr-e ma'ābed), regia di Mohammad Rasoulof
- September 5, regia di Tim Fehlbaum
- Sing Sing, regia di Greg Kwedar
- Wicked (Wicked: Part I), regia di Jon M. Chu

### Miglior attore
- Colman Domingo – Sing Sing
- Adrien Brody – The Brutalist
- Timothée Chalamet – A Complete Unknown
- Daniel Craig – Queer
- Ralph Fiennes – Conclave
- Hugh Grant – Heretic

### Miglior attore non protagonista
- Kieran Culkin – A Real Pain
- Denzel Washington – Il gladiatore II (Gladiator II)
- Clarence Maclin – Sing Sing
- Guy Pearce – The Brutalist
- Stanley Tucci – Conclave

### Miglior attrice
- Mikey Madison – Anora
- Marianne Jean-Baptiste – Hard Truths
- Pamela Anderson – The Last Showgirl
- Cynthia Erivo – Wicked (Wicked: Part I)
- Demi Moore – The Substance
- Saoirse Ronan – The Outrun

### Miglior attrice non protagonista
- Aunjanue Ellis-Taylor – Nickel Boys
- Ariana Grande – Wicked (Wicked: Part I)
- Monica Barbaro – A Complete Unknown
- Danielle Deadwyler – The Piano Lesson
- Zoe Saldana – Emilia Pérez

### Miglior regista
- Denis Villeneuve – Dune - Parte due (Dune: Part Two)
- Mohammad Rasoulof – Il seme del fico sacro (Dāne-ye anjīr-e ma'ābed)
- Edward Berger – Conclave
- Brady Corbet – The Brutalist
- RaMell Ross – Nickel Boys

### Migliore adattamento della sceneggiatura
- Peter Straughan; basato sul romanzo di Robert Harris - Conclave
- Denis Villeneuve e Jon Spaihts; basato sul romanzo di Frank Herbert - Dune - Parte due (Dune: Part Two)
- RaMell Ross e Joslyn Barnes; basato sul romanzo I ragazzi della Nickel di Colson Whitehead - Nickel Boys
- Clint Bentley, Greg Kwedar, Clarence Maclin e John Whitfield; basato sui libri The Sing Sing Follies di John H. Richardson e Breakin' the Mummy's Code di Brent Buell - Sing Sing
- Winnie Holzman e Dana Fox; basato sull'omonimo musical di Stephen Schwartz e altri media correlati - Wicked (Wicked: Part I)

### Migliore sceneggiatura originale
- Gil Kenan e Jason Reitman - Saturday Night
- Mike Leigh - Hard Truths
- Sean Baker - Anora
- Brady Corbet e Mona Fastvold - The Brutalist
- Jesse Eisenberg - A Real Pain
- Mohammad Rasoulof - Il seme del fico sacro (Dāne-ye anjīr-e ma'ābed)

### Miglior fotografia
- Jarin Blaschke - Nosferatu
- Greig Fraser - Dune - Parte due (Dune: Part Two)
- Lol Crawley - The Brutalist
- Edward Lachman - Maria
- Jomo Fray - Nickel Boys

### Migliore montaggio
- Nicholas Monsour - Nickel Boys
- Hansjörg Weißbrich - September 5
- Dávid Jancsó - The Brutalist
- Joe Walker - Dune - Parte due (Dune: Part Two)
- Nathan Orloff e Shane Reid - Saturday Night

### Migliori musiche
- A Complete Unknown
- Wicked (Wicked: Part I)
- Deadpool & Wolverine
- Ho visto la TV brillare (I Saw the TV Glow)
- Maria

### Migliori effetti speciali
- Paul Lambert, Stephen James, Rhys Salcombe e Gerd Nefzer - Dune - Parte due (Dune: Part Two)
- Erik Winquist, Danielle Immerman e Paul Story - Il regno del pianeta delle scimmie (Kingdom of the Planet of the Apes)
- Eric Barba, Shane Mahan e Nelson Sepulveda - Alien: Romulus
- Andrew Jackson, Dan Bethell, Eric Whipp e Andy Williams - Furiosa: A Mad Max Saga
- Angela Barso e Lisa Wakeley - Nosferatu

### Miglior scenografia
- Craig Lathrop, Beatrice Brentnerova e Paul Ghirardani - Nosferatu
- Nathan Crowley e Lee Sandales - Wicked (Wicked: Part I)
- Judy Becker - The Brutalist
- Suzie Davies e Cynthia Sleiter - Conclave
- Zsuzsanna Sipos, Shane Vieau e Patrice Vermette - Dune - Parte due (Dune: Part Two)

### Miglior cast
- Conclave
- Saturday Night
- Dune - Parte due (Dune: Part Two)
- Sing Sing
- Wicked (Wicked: Part I)

### Migliore scena
- Civil War – "Che tipo di americano sei?"
- Furiosa: A Mad Max Saga – Battaglia con la Blindocisterna
- Dune - Parte due (Dune: Part Two) – A dorso di un verme delle sabbie
- His Three Daughters – La sedia di papà
- The Substance – Spettacolo di Capodanno

### Migliore colonna sonora
- Daniel Blumberg - The Brutalist
- Trent Reznor e Atticus Ross - Challengers
- Volker Bertelmann - Conclave
- Hans Zimmer - Dune - Parte due (Dune: Part Two)
- Kris Bowers - Il robot selvaggio (The Wild Robot)

### Migliori costumi
- Paul Tazewell - Wicked (Wicked: Part I)
- Linda Muir - Nosferatu
- Jacqueline West - Dune - Parte due (Dune: Part Two)
- Casey Harris - Hundreds of Beavers
- Massimo Cantini Parrini - Maria

### Miglior film internazionale
- Il seme del fico sacro (Dāne-ye anjīr-e ma'ābed), regia di Mohammad Rasoulof (Germania)
- Do Not Expect Too Much from the End of the World, regia di Radu Jude (Romania)
- All We Imagine As Light - Amore a Mumbai (All We Imagine as Light), regia di Payal Kapadiya (India)
- Dahomey, regia di Mati Diop (Senegal)
- Emilia Pérez, regia di Jacques Audiard (Francia)

### Miglior film d'azione
- Furiosa: A Mad Max Saga, regia di George Miller
- Dune - Parte due (Dune: Part Two), regia di Denis Villeneuve
- Deadpool & Wolverine, regia di Shawn Levy
- The Fall Guy, regia di David Leitch
- Monkey Man, regia di Dev Patel

### Miglior film commedia
- Hundreds of Beavers, regia di Mike Cheslik
- Deadpool & Wolverine, regia di Shawn Levy
- The Fall Guy, regia di David Leitch
- A Real Pain, regia di Jesse Eisenberg
- Saturday Night, regia di Jason Reitman

### Miglior film d'animazione
- Il robot selvaggio (The Wild Robot), regia di Chris Sanders
- Wallace & Gromit - Le piume della vendetta (Wallace & Gromit: Vengeance Most Fowl), regia di Nick Park e Merlin Grossingham
- Flow - Un mondo da salvare (Straume), regia di Gints Zilbalodis
- Inside Out 2, regia di Kelsey Mann
- Memoir of a Snail, regia di Adam Elliot

### Miglior film horror
- Nosferatu, regia di Robert Eggers
- The Substance, regia di Coralie Fargeat
- Heretic, regia di Scott Beck e Bryan Woods
- Ho visto la TV brillare (I Saw the TV Glow), regia di Jane Schoenbrun
- Late Night with the Devil, regia di Cameron e Colin Cairnes
- Longlegs, regia di Oz Perkins

### Miglior documentario
- No Other Land, regia di Basel Adra, Hamdan Ballal, Yuval Abraham e Rachel Szor
- The Christopher Reeve Story, regia di Ian Bonhôte e Peter Ettedgui
- Daughters, regia di Natalie Rae e Angela Patton
- Music by John Williams, regia di Laurent Bouzereau
- Sugarcane, regia di Julian Brave NoiseCat e Emily Kassie
- Will & Harper, regia di Josh Greenbaum

### Migliori controfigure
- The Fall Guy
- Furiosa: A Mad Max Saga
- Deadpool & Wolverine
- Il gladiatore II (Gladiator II)
- Monkey Man

### Migliore interpretazione vocale
- Lupita Nyong'o – Il robot selvaggio (The Wild Robot)
- Maya Hawke – Inside Out 2
- Pedro Pascal – Il robot selvaggio (The Wild Robot)
- Amy Poehler – Inside Out 2
- Sarah Snook – Memoir of a Snail

### Miglior opera prima
- RaMell Ross – Nickel Boys
- Malcolm Washington – The Piano Lesson
- Annie Baker – Janet Planet
- Anna Kendrick – Woman of the Hour
- Josh Margolin – Thelma
- Dev Patel – Monkey Man

### Menzione speciale
- Pete Timmermann – "Per la sua eccezionale e competente programmazione di film internazionali, restaurati e indipendenti, tra cui fiction e non fiction, animazione e live action, oltre a eventi speciali. Le sue superbe offerte per la comunità cinematografica di St. Louis arricchiscono ed espandono il nostro mondo cinematografico."